# Ivan Yarygin
Ivan Yarygin (né le 7 novembre 1948 à Oust-Kamzas, oblast de Kemerovo - 11 octobre 1997) est un lutteur soviétique.
Il remporte le titre de champion olympique en 1972 dans la catégorie des moins de 100 kg, titre qu'il confirme en 1976 à Montréal.
Il meurt dans un accident de voiture en 1997.